# Vittoria Guazzini
Vittoria Guazzini (Pontedera, 26 december 2000) is een Italiaans baan- en wegwielrenster  die sinds 2022 voor het Franse FDJ-Suez rijdt.

## Carrière
Tussen 2019 en 2021 reed ze voor Valcar-Travel & Service.
Bij de junioren won Guazzini in 2018 de tijdrit op het EK. Op de baan werd ze in totaal viermaal wereldkampioene en viermaal Europees kampioene bij de junioren. Bij de beloften werd ze Europees kampioen tijdrijden in 2021, in Trente in eigen land. Bij de elite werd ze Europees kampioen op de baan in de koppelkoers samen met Elisa Balsamo. In augustus 2021 nam ze namens Italië deel aan de Olympische Zomerspelen 2020 in Tokio; ze werd zesde in de ploegenachtervolging, samen met Elisa Balsamo, Rachele Barbieri en Letizia Paternoster.

## Palmares

### Baanwielrennen
| Jaar         | IK         | EK                                                    | WK                                            | Overig                                                     |
| Als junior   | Als junior | Als junior                                            | Als junior                                    | Als junior                                                 |
| ------------ | ---------- | ----------------------------------------------------- | --------------------------------------------- | ---------------------------------------------------------- |
| 2017         |            | ploegenachtervolging                                  | ploegenachtervolging                          |                                                            |
| 2018         |            | achtervolging · omnium · koppelkoers                  | achtervolging · omnium · ploegenachtervolging |                                                            |
| Als beloften |            |                                                       |                                               |                                                            |
| 2019         |            | ploegenachtervolging · achtervolging                  |                                               |                                                            |
| 2020         |            | ploegenachtervolging · achtervolging                  |                                               |                                                            |
| Als elite    |            |                                                       |                                               |                                                            |
| 2019         |            | ploegenachtervolging                                  | 5e ploegenachtervolging                       |                                                            |
| 2020         |            | koppelkoers · ploegenachtervolging                    |                                               |                                                            |
| 2021         |            |                                                       |                                               | Olympische Spelen: 6e ploegenachtervolging                 |
| 2022         |            | ploegenachtervolging · achtervolging                  | ploegenachtervolging                          |                                                            |
| 2023         |            | ploegenachtervolging · koppelkoers · 5e achtervolging | 4e ploegenachtervolging                       |                                                            |
| 2024         |            | ploegenachtervolging · koppelkoers                    | ploegenachtervolging · 5e koppelkoers         | Olympische Spelen: · koppelkoers · 4e ploegenachtervolging |
| 2025         |            | ploegenachtervolging · achtervolging · koppelkoers    |                                               |                                                            |

### Wegwielrennen
2018
 Italiaans kampioen op de weg, junior
 Italiaans kampioen tijdrijden, junior
 Europees kampioen op de weg, junior
 Europees kampioenschap tijdrijden, junior
2019
 Europees kampioenschap Gemengde ploegenestafette
2021
 Europees kampioen tijdrijden, beloften
2022
 Wereldkampioen tijdrijden, beloften
Eind-, berg- en jongerenklassement Ronde van Bretagne
 Tijdrit op de Middellandse Zeespelen
2023
 Europees kampioenschap gemengde ploegenestafette, elite
2024
Le Samyn
1e etappe Ronde van de Pyreneeën
 Italiaans kampioen tijdrijden, Elite
 Europees kampioen gemengde ploegentijdrit, elite
2025
 Italiaans kampioen tijdrijden, elite

## Resultaten in voornaamste wedstrijden
| Jaar | Ronde van Italië | Ronde van Frankrijk | Ronde van Spanje |
| ---- | ---------------- | ------------------- | ---------------- |
| 2019 |                  |                     | opgave           |
| 2020 | opgave           |                     | 37e              |
| 2021 |                  |                     | 37e              |
| 2022 |                  | 39e                 | 40e              |
| 2023 |                  | 114e                |                  |
| 2024 | opgave           |                     | opgave           |
| 2025 |                  |                     | 84e              |

| Jaar | Milaan-San Remo | Gent-Wevelgem | Ronde van Vlaanderen | Parijs-Roubaix | Amstel Gold Race | Luik-Bast.‑Luik | Dwars door Vlaanderen | Brabantse Pijl | Le Samyn |  | WK op de weg |
| ---- | --------------- | ------------- | -------------------- | -------------- | ---------------- | --------------- | --------------------- | -------------- | -------- |  | ------------ |
| 2019 |                 |               |                      |                | opgave           | 50e             | opgave                | 9e             |          |  |              |
| 2020 |                 | 13e           | 25e                  |                |                  | opgave          |                       |                |          |  |              |
| 2021 |                 | 28e           | 56e                  | opgave         | 80e              |                 | 4e                    | 12e            |          |  | 94e          |
| 2022 |                 |               |                      |                |                  |                 |                       | 60e            | ↑        |  | opgave       |
| 2023 |                 |               | 83e                  |                |                  |                 | 4e                    |                | ↑        |  |              |
| 2024 |                 |               |                      |                |                  |                 |                       |                | ↑        |  |              |
| 2025 | 115e            | 86e           | 85e                  | 36e            | 108e             |                 | 7e                    |                |          |  |              |

## Ploegen
- 2019 –  Valcar-Cylance
- 2020 –  Valcar-Travel & Service
- 2021 –  Valcar-Travel & Service
- 2022 –  FDJ Nouvelle-Aquitaine Futuroscope
- 2023 –  FDJ-Suez
- 2024 –  FDJ-Suez
- 2025 –  FDJ-Suez

2020: Katie Archibald & Laura Kenny ·
2024: Chiara Consonni & Vittoria Guazzini
Borgli · Brown · Cavalli · Chapman · Copponi · Duval · Fahlin · Grossetête · Guazzini · Guilman · Le Net · Muzic · Uttrup Ludwig · Wiel
Adegeest · Borgli · Brown · Cavalli · Copponi · Duval · Fahlin · Grossetête · Guazzini · Guilman · Le Net · Muzic · Uttrup Ludwig · Verhulst · Wiel
Adegeest · Brown   · Buysman · Cavalli · Curinier · Demay · Duval · Guazzini · Kraak · Le Net · Molengraaf · Muzic · Uttrup Ludwig · Verhulst · Vigilia · Wiel
Adegeest · Buysman · Chabbey · Curinier · Demay · Duval · Gery · Guazzini · Kraak · Labous · Le Net · Molengraaf · Muzic · Rayer · Vigilia · Vollering · Wiel · Wollaston